# Монастырь Эльхинген
Монастырь Эльхинген (нем. Kloster Elchingen) — бывшее мужское бенедиктинское аббатство, располагавшееся на территории баварской коммуны Эльхинген (Швабия) и относившееся к Аугсбургской епархии; обитель, посвященная Святой Марии и апостолам Петру и Павлу, была основана ранее 1120 года; с 1921 по 2009 год его заселяли монахи из конгрегации Миссионеры-облаты Непорочной Девы Марии.

## История и описание
Монастырь в обширной долине близ Дуная был основан до 1120 года графом Адальбертом из рода Равенштейн (ум. 1121) и его женой Бертой фон Болль (ум. до 1142). После пожара монастырь был восстановлен уже на его нынешнем месте — в средневековом замковом комплексе: вторыми основателями выступило следующее поколение местных лордов. Источники дают разные даты по поводу открытия монастыря на новом месте: от 1128 до 1142 года. Первые монахи пришли из Хирзау и Лорха, а первым аббатом стал Андреас фон Айххайм, который занимал свой пост с 1128 по 1139 год. В любом случае, основание монастыря было подтверждено Папой Римским Иннокентием II в документе от 26 февраля 1142 года; обитель оказалась по защитой Апостольского престола в 1147 году.
Первая 60-метровая трехнефная романская базилика — построенная в 1150—1160 годах и посвященная Богородице и апостолам Петру и Павлу — несмотря на пожары и некоторый структурные изменения, сохранилась до наших дней в ее основной части: почти вся современная каменная кладка восходит к XII веку. Благодаря целой серии крупных пожертвований монастырь вскоре приобрел значительные земельные угодья и накопил богатства — которые были лишь частично сокращены в период монастырских реформ XIV века. В то же время, расположение на пересечении сразу нескольких торговых путей привело к тому, что обитель была неоднократно разграблена: зачастую от неё оставались «голые стены».
После очередного пожара, произошедшего в 1430 году, настоятели XV столетия Фридрих Цвирнер (правил с 1431 по 1461) и Паулюс Каст (1461—1491) активно занялись строительством, включая укрепление монастырских стен. Исследователи высказывали предположение, что величественный вид монастырских построек привёл к тому, что император Фридрих III спонтанно решить посетить монастырь, просто увидев его издалека. Политическое влияние аббатства также возрастало: его монахи регулярно становились настоятелями в других швабских монастырях.
В течение почти столетия община вела споры с имперским городом Ульмом: в итоге император Максимилиан I возвел монастырь в статус «свободного имперского аббатства» в 1495 году. Однако последовавшая вскоре Реформации принесла тяжелые времена для монастыря: так соседний Ульм запретил католическое богослужение, а аббат и монахи были вынуждены временно покинуть свое жилище. В то же время монастырь и его владения не были разграблены горожанами-протестантами.
Опустошение все же произошло в ходе трёх крупный войн: в ходе Шмалькальденской войны в 1546 году, в ходе Второй маркграфской войны в 1552 году и в годы Тридцатилетней войны. Монастырю понадобилось полвека, чтобы преодолеть последствия разрушений. Стимулирование паломничества, проводившееся аббатами, внесло свой вклад в финансовое благополучие обители. В XVIII веке монастырь в Эльхингене достиг своего расцвета: в 1715 году здесь насчитывалось 42 монаха. В 1802 году монастырь был секуляризирован — в то момент в нём проживало 25 монахов. В 1921 году его повторно заселили монахи из конгрегации Миссионеры-облаты Непорочной Девы Марии: из-за нехватки новых членов монастырь в 2006 году был передан польскому союзу «Oblatenprovinz».